# Villorceau
Villorceau – miejscowość i gmina we Francji, w Regionie Centralnym, w departamencie Loiret.
Według danych na rok 1990 gminę zamieszkiwało 839 osób, a gęstość zaludnienia wynosiła 88 osób/km² (wśród 1842 gmin Regionu Centralnego Villorceau plasuje się na 472. miejscu pod względem liczby ludności, natomiast pod względem powierzchni na miejscu 1169.).